# Annibale Comessatti
Annibale Comessatti   (Udine, 30 de gener de 1886 - Pàdua, 13 de setembre de 1945) va ser un matemàtic italià.

## Vida i Obra
Comessatti va fer els seus estudis secundaris a la seva vila natal, Udine. Va estudiar matemàtiques a la universitat de Pàdua en la qual es va doctorar el 1908 amb una tesi sobre les corbes dobles dirigida per Francesco Severi, de qui va ser professor ajudant fins al 1920. Entre el 1915 i el 1919 va servir com oficial d'artilleria a la Primera Guerra Mundial. El 1920 obté, per concurs, la càtedra de geometria de la universitat de Càller i el 1923, també per concurs les de Parma i de Mòdena, però prefereix anar com a professor extraordinari a la seva universitat de Pàdua, en la qual va fer la resta de la seva vida acadèmica, tot i que alguns anys va ser professor encarregat a les universitats de Ferrara i de Mòdena.
El 1942 va morir la seva única filla amb només divuit anys i la seva pèrdua va accelerar el seu procés de decadència.
La obra matemàtica de Comessatti va ser principalment en geometria, amb una especial enfocament als punts reals de les varietats algebraiques.
Durant l'època feixista es va deixar influir per la retòrica racista.